# Francis D. Kimball
Francis D. Kimball (* 1820 in New Hampshire; † 15. August 1856 in Columbus, Ohio) war ein US-amerikanischer Jurist und Politiker. Er war 1856 Attorney General von Ohio.

## Werdegang
Francis D. Kimball wurde ungefähr fünf Jahre nach dem Ende des Britisch-Amerikanischen Krieges in New Hampshire geboren. Er erhielt eine Erziehung als Whig und Abolitionist. Weitere Details über seine Jugendjahre sind nicht überliefert. 1842 zog er nach Ohio und ließ sich dort im Medina County nieder. Kimball wurde bald darauf dort in den Landrat gewählt. Zwischen 1849 und 1853 war er als Staatsanwalt (Prosecuting Attorney) tätig.
Kimball gehörte 1854 zu den Verfechtern der Anti-Nebraska Bewegung und war ein Mitbegründer der Republikanischen Partei. Er besuchte die vorausgehende National Convention in Pittsburgh und dann die erste reguläre Republican National Convention in Philadelphia, wo er sich eine Erkrankung zuzog, welche später zu seinem Tod führte. 1855 nominierte man ihn für das Amt des Attorney General von Ohio. Kimball gewann die anschließende Wahl gegenüber George Wythe McCook mit 168.868 zu 132.216 Stimmen. Er bekleidete den Posten als Attorney General vom 14. Januar 1856 bis zu seinem Tod am 15. August 1856. Gouverneur Salmon P. Chase ernannte dann Christopher Wolcott aus Summit County zu seinem Nachfolger.